# 놀라운 아시아
《놀라운 아시아》는 2005년 11월 6일부터 2007년 4월 24일까지 KBS 2TV에서 방송된 교양 프로그램이다. 2005년 10월 30일에 종영된 도전! 지구탐험대의 후속 프로그램으로 편성되었으며 평범함을 거부하는 별난 아시아 사람들의 기막힌 이야기들을 통해 아시아인들의 웃음, 눈물, 감동 스토리를 전달한다는 내용을 담고 있다.

## 방송 시간
| 방송 채널 | 방송 기간                          | 방송 시간                       |
| --------- | ---------------------------------- | ------------------------------- |
| KBS 2TV   | 2005년 11월 6일 ~ 2006년 3월 12일  | 매주 일요일 오전 9:40 ~ 10:40   |
| KBS 2TV   | 2006년 3월 17일 ~ 2006년 11월 17일 | 매주 금요일 저녁 7:10 ~ 8:00    |
| KBS 2TV   | 2006년 11월 21일 ~ 2007년 4월 24일 | 매주 화요일 저녁 8:55 ~ 밤 9:55 |

## 참고 사항
- KBS 가을 개편에 따라 웃는 얼굴로 돌아보라를 끝으로 일일시트콤이 폐지됨에 따라[2] 2006년 11월 21일부터 2007년 4월 24일까지 매주 화요일 저녁 8시 55분에 방송되었는데 <놀라운 아시아> 메인 MC 지석진은 해당 프로그램이 매주 화요일 저녁 8시 55분으로 방송될 당시 경쟁한 SBS TV의 예능 프로그램 진실게임에서 2007년 가을 개편부터 진행자로 활동했다.

## 같이 보기
- 도전 지구탐험대